# Castel d'Azzano
Castel d'Azzano é uma comuna italiana da região do Vêneto, província de Verona, com cerca de 10.210 habitantes. Estende-se por uma área de 9,7 km², tendo uma densidade populacional de 1134 hab/km². Faz fronteira com Buttapietra, Verona, Vigasio, Villafranca di Verona.

## Demografia
| Variação demográfica do município entre 1861 e 2011                               |
|                                                                                   |
| Fonte: Istituto Nazionale di Statistica (ISTAT) - Elaboração gráfica da Wikipedia |